# Magnus Ullman (ornitolog)
Hans Magnus Ullman född 22 juni 1948 i Höganäs, är en svensk ornitolog och naturvetenskaplig författare. Han är specialist inom ornitologi och har utgivit en rad böcker om fåglar och är återkommande medarbetare bl.a.  i Sveriges ornitologiska förenings medlemstidning Vår Fågelvärld. Han har tillhört Sveriges ornitologiska förenings raritetskommité. Efter studentexamen i Västerås 1968, läste han till en fil.mag. i filosofi vid Lunds universitet. Han är återkommande reseledare och fågelguide i Sverige och andra länder sedan 1985. Han är son till hamndirektören i Göteborg Sven Ullman (1919-1987)  och Ingegerd Nilsson (1922-1974) och är bosatt i Brantevik i Simris socken, Simrishamns kommun.

## Priser och utmärkelser
- 1998 – Gustaf Rudebecks stipendium
- 2004 – Sveriges ornitologiska förenings förtjänstplakett
- 2006 – Årets Pandabok
- 2006 – Studiefrämjandets folkbildningspris
- 2015 – Erik Rosenbergpriset